# 劇団四季ソング&ダンス65
劇団四季ソング&ダンス65（げきだんしきソング&ダンス65）は、劇団四季が創立65周年記念のために制作および上演するミュージカル作品である。

## 概要
2017年5月31日にソング&ダンスシリーズ第9弾として制作が発表され、7月31日には2018年春から全国公演を開催することを発表した。
作品やジャンル問わず、多くのミュージカルソングをダンスなどの演出で魅せるショー形式のミュージカル。

## スタッフ
構成・振付・演出加藤敬二
振付脇坂真人、松島勇気、永野亮比己
フラメンコ構成・振付：多田毬奈
フラメンコ助手：櫻木数馬
マリンバ指導・アレンジ：平松浩一郎
カホン指導・アレンジ：容昌―ようすけ―
バトン協力：河津修一

## キャスト
| 役者名     | 初出演日       |
| ---------- | -------------- |
| 飯田達郎   | 2017年10月18日 |
| 飯田洋輔   | 2017年10月5日  |
| 伊藤潤一郎 |                |
| 笠松哲朗   | 2017年10月5日  |
| 河津修一   | 2017年10月5日  |
| 斎藤洋一郎 | 2017年10月5日  |
| 櫻木数馬   | 2017年10月5日  |
| 佐々木玲旺 | 2017年11月3日  |
| 佐野隼平   |                |
| 芝清道     | 2017年10月24日 |
| 島村幸大   | 2017年10月5日  |
| 鈴木伶央   | 2017年10月5日  |
| 高橋伊久磨 | 2017年10月5日  |
| 瀧山久志   | 2017年10月5日  |
| 永野亮比己 | 2017年10月5日  |
| 西尾健治   | 2017年10月5日  |
| 二橋純     |                |
| 相原茜     | 2017年10月5日  |
| 相原萌     | 2017年10月24日 |
| 伊藤瑛里子 | 2017年10月5日  |
| 江畑晶慧   | 2017年10月5日  |
| 木村智秋   | 2017年10月13日 |
| 金友美     | 2017年10月5日  |
| 久保佳那子 | 2017年10月5日  |
| 小島光葉   | 2017年10月5日  |
| 坂本すみれ | 2017年10月5日  |
| 佐田遥香   | 2017年10月24日 |
| 三平果歩   | 2017年10月5日  |
| 相馬杏奈   | 2017年10月5日  |
| 多田毬奈   | 2017年10月5日  |
| 原田麦子   | 2017年10月18日 |
| 平田愛咲   | 2017年10月24日 |
| 宮澤聖礼   | 2017年10月5日  |
| 綿引さやか | 2017年10月20日 |

## 上演記録
- 2017年10月5日〜11月26日 - 自由劇場（東京初演）